# Glockenspiele von Mafra

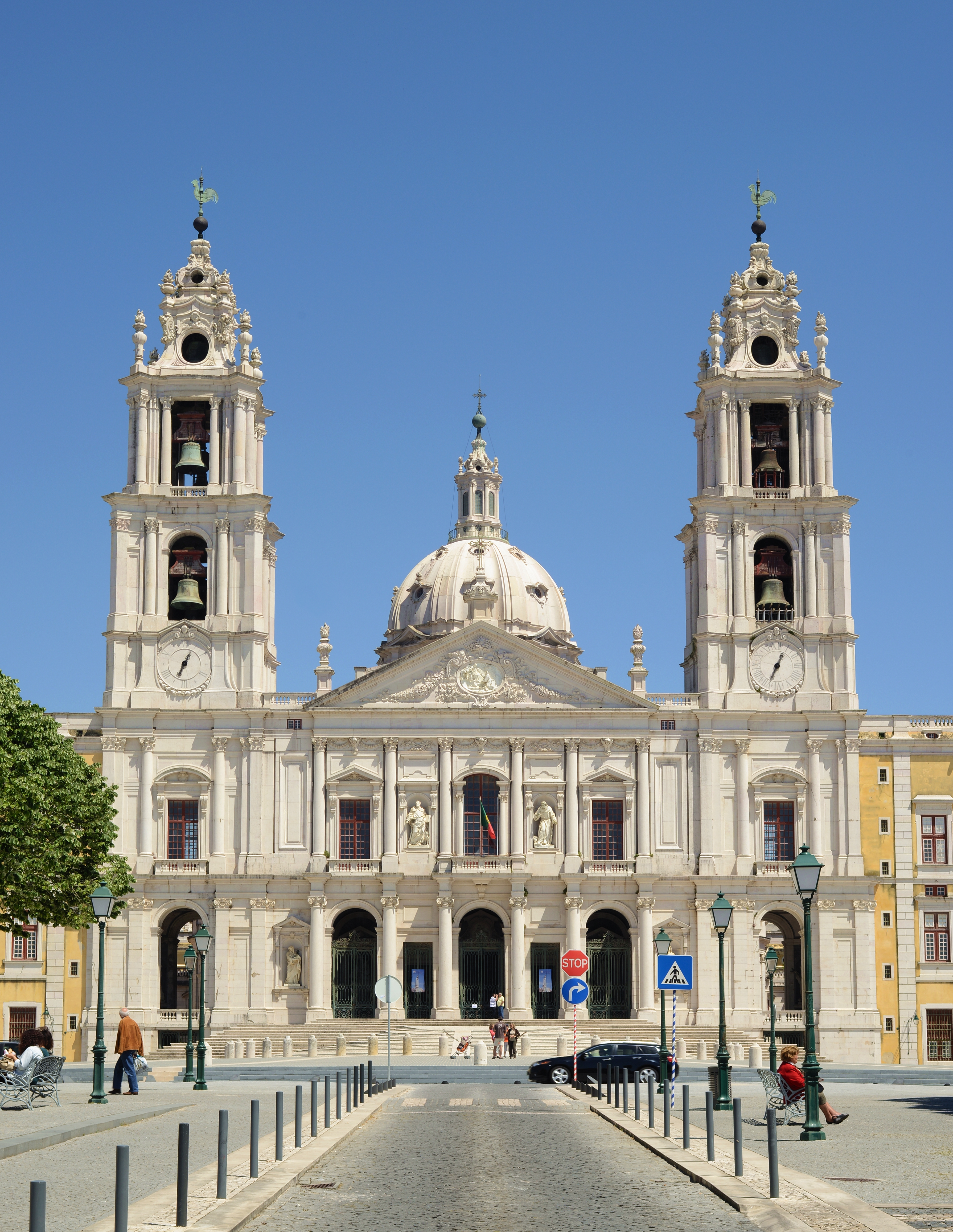
Glockenspieltürme und Hauptfassade des Palastes von Mafra

Die Carillons des Palastes von Mafra sind das größte spielbare Glockenspiel (Carillon) der Welt. Es befindet sich in den Glockentürmen des Palácio Nacional de Mafra in Portugal, der seit 2019 auf der UNESCO-Welterbe-Liste steht.

## Legende

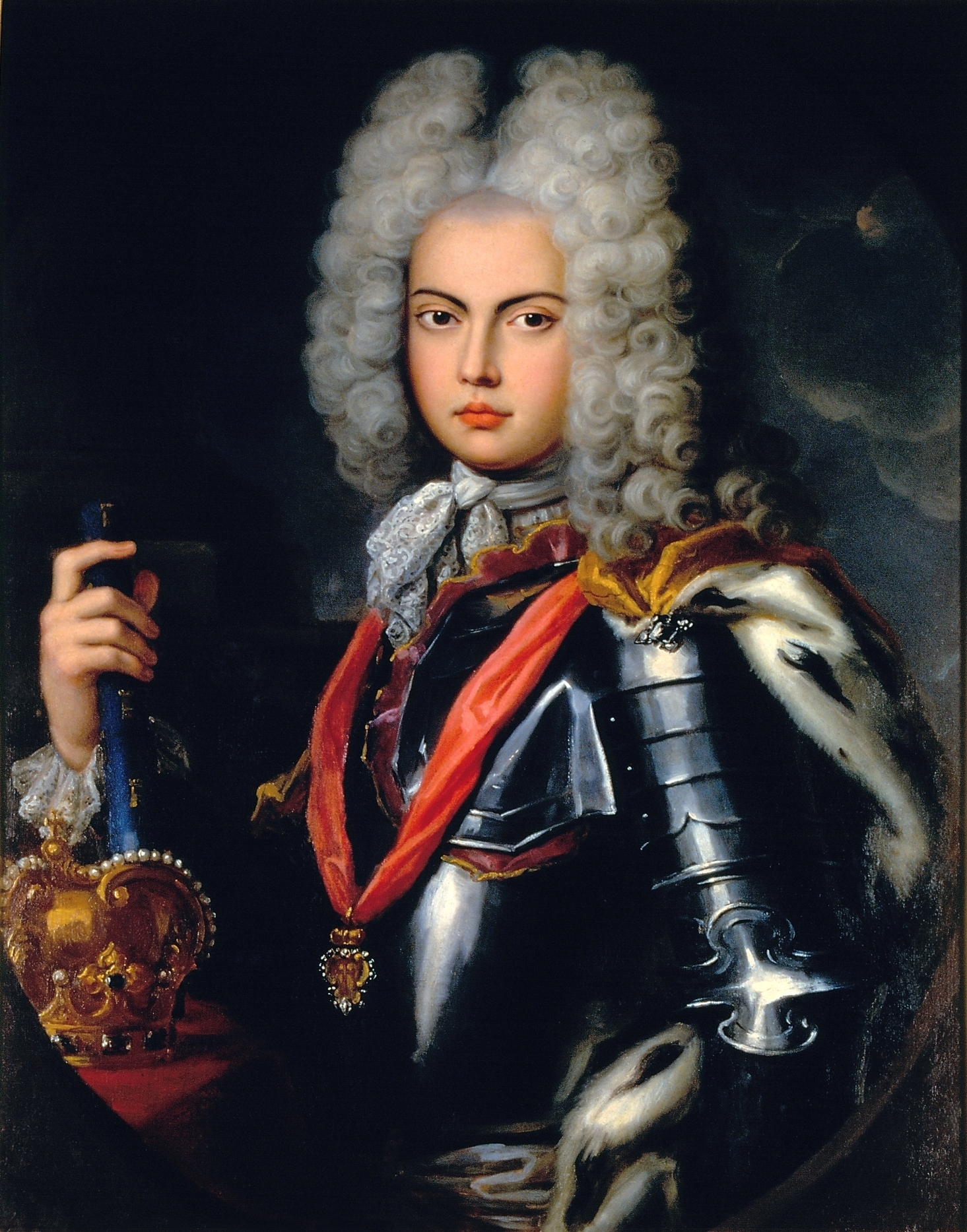
König Johann V. von Portugal, (Gemälde von Pompeo Batoni)

Auf einer Rundreise durch die Niederlande hörte König Johann V. von Portugal immer wieder die Klänge der vielen Carillons, die in den Türmen der Städte installiert waren.
Als der Monarch den hohen Preis eines solchen Carillons erfuhr, soll er darauf erwidert haben:
„Was, so billig? Dann nehme ich gleich zwei!“

## Geschichte
Die Glockenspiele wurden 1730/31 von den flämischen Glockenmachern Nicholas II. Levache in Lüttich und Willem Witlockx in Antwerpen hergestellt.
Nachdem die Glocken mehr als 20 Jahre nicht mehr spielbar waren, wurden sie zwischen 2015 und 2019 restauriert und am 2. Februar 2020 erstmals wieder gespielt.

## Beschreibung
Das Carillon erstreckt sich über zwei 50 Meter hohe Türme im Palast von Mafra und besteht aus 119 Bronzegussglocken, die in ein Glockenspiel (103 Glocken) sowie eine Liturgie- und Glockenuhr unterteilt sind, die schwerste wiegt 11 t. Beide Carillons bestehen aus zwei Systemen zusammen:
- Eine automatische Mechanik nach Angelo Barbieri,[5] mit zwei riesigen Bronzezylindern. Wenn sie vom Uhrwerk angetrieben werden, schlagen die Stifte durch die Bewegung der Zylinder auf Metallschlüssel  ein und bewegen die Glockenhämmer gemäß einem Melodieprogramm. Das mechanische Glockenspiel spielt jede halbe und volle Stunde, von Sonnenaufgang bis Sonnenuntergang.
- Ein manuell betriebenes System, das von einem Glockenspieler mit den Händen und Füßen auf einer Klaviatur bedient wird.[8]